# Erynia plecopteri
Erynia plecopteri är en svampart som beskrevs av Descals & J. Webster 1984. Erynia plecopteri ingår i släktet Erynia och familjen Entomophthoraceae.   Inga underarter finns listade i Catalogue of Life.